# 波羅赫尼亞 (赫梅利尼茨基州)
49°30′5″N 26°22′38″E / 49.50139°N 26.37722°E
波羅赫尼亞（烏克蘭語：Порохня）是位於烏克蘭西部的村莊，由赫梅利尼茨基州裡赫梅利尼茨基區的維季夫齊市鎮負責管轄。該村始建於1463年，面積1.72平方公里，海拔高度311米，2001年人口443，人口密度每平方公里257.4人。